# Christian Fussing (1878-1930)
 Der er flere personer med dette navn, se Christian Fussing.
Johan Christian Fussing (8. oktober 1878 i Horsens – 7. marts 1930 sammesteds) var en dansk arkitekt.
Hans forældre var bagermester, senere assistent i Håndværkerforeningen Oscar Fussing og Karen født Mørck. Fussing blev uddannet tømrersvend, gennemgik Teknisk Skole og blev optaget på Kunstakademiet 23. april 1900, hvor han gennemgik den almindelige forberedelsesklasse indtil foråret 1903. Han tog ikke afgang.
Fussing beherskede tidens mange stilarter, men uden at der var en råd tråd i hans produktion. Stilen skiftede med opgaven. Fussing var frimurer og har bl.a. tegnet frimurerlogen i sin hjemby. Et af hans hovedværker var Horsens Teater, men han har ikke tegnet Randers Teater, som nekrologen fejlagtigt anfører.
Han blev gift 9. august 1907 i Aarhus med Margrethe Manette Petersen (14. oktober 1875 i Randers – ?), datter af skibsfører Claus Petersen og Esther Villesen.

## Værker
Alle i Horsens og omegn, hvis ikke andet nævnt:
- Horsens Ny Teater, Graven 5 (1909)
- Overlægebolig (1916)
- De gamles Hjem (1911)
- Bygholm Mejeri (1912)
- Centralskolen, Overby (1914)
- To skoler i Klakring ved Juelsminde (1916)
- Horsens Brandstation, Åboulevard 7 (1920-21)
- Ombygning af det gamle rådhus' indre (1923)
- Horsens Frimurerloge, indrettet i den ældre ejendom, Havneallé 1 (1924)
- Kinopalæet, Borgergade (1927)
- Købmand Andreas E. Jensen og Hustrus Hjem for Arbejdere, Fyensgade 6 (1929)

Konkurrence:
- Projekt til sygehus, Odense (1907)